# رودني فريند
رودني فريند (بالإنجليزية: Rodney Friend) هو قائد فرقة موسيقية بريطاني، ولد في 1940.

## وصلات خارجية
- رودني فريند على موقع ميوزك برينز (الإنجليزية)
- رودني فريند على موقع أول ميوزيك (الإنجليزية)
- رودني فريند على موقع ديسكوغز (الإنجليزية)